# Общ работнически синдикален съюз
Общият работнически синдикален съюз е профсъюзна организация в България. Създадена е през 1904 г. в Пловдив по инициатива на ръководството на БРСДП (тесни социалисти).
Профсъюзът от самото си начало няма и не претендира да има „независим“ характер – създаването и дейността му в голяма степен са във връзка с дейността на партията на „тесните социалисти“. Част от членовете на ръководния му орган – Общ работнически съвет, не са избирани от конгреса, а се делегират от ЦК на БРСДП(т.с.)
При основаването си организацията има около 1500 членове, а през 1914 година - около 6500.
Наред със свързания с широките социалисти Обединен общ работнически синдикален съюз, ОРСС стои начело на почти всички стачки и други синдикални борби в България до 1923. В програмата си се застъпва за пролетарски интернационализъм и работническа солидарност. ОРСС е сред синдикатите-основатели на Профинтерна.
След разгрома на Септемврийското въстание през 1923 г., ОРСС е забранен от режима на Александър Цанков, но действа полулегално до април 1925.
Общият работнически синдикален съюз е възстановен през 2013 година в гр. Пловдив.

## Ръководители на ОРСС
- Георги Кирков (1904 – 1909 г.)
- Георги Димитров (1909 – 1923 г.)
- Жеко Димитров (1923 – 1925 г.)